# Slis Herred
Slis Herred (tysk Schliesharde) er et herred i det sydlige Angel bliggende nord for Slien.
Slis Herred hørte i middelalderen til Istedsyssel. Senere kom det under Gottorp Amt. Området ligger nu i kreds Slesvig-Flensborg i delstaten Slesvig-Holsten (Sydslesvig). Det strækker sig langs Sliens nordlige bred indtil henimod Kappel og adskilles fra Strukstrup Herred ved Oksbæk og Løjt Å.
Slis Herred blev allerede nævnt i kong Valdemars Jordebog i 1231 som Slæshæreth. I jordebogen nævnes som patrimonium (kongens fædrenegods) blandt andre Dytnæs, Notfeld, Sønder Brarup, Dollerød, Ravnkær og Fovlløk, Bøl Grødersby, Skæggerød, Tøstrup og Skørdrup.
Halvøen Angel var i vikingetiden inddelt i fem herreder. Slis Herreds våbenbillede er en sølvfarvet sild på en vandbølge. Silden henviser sandsynligvis til slifiskeriet.
I herredet ligger følgende sogne eller dele af sogne:
- flækken Arnæs
- Borne Sogn
- den største del af Brodersby Sogn (resten til Munkbrarup Herred, Flensborg Amt)
- et kåd i Farensted Sogn
- en del af Kalleby Sogn
- Løjt Sogn
- et kåd et Nybøl Sogn
- Ravnkær Sogn
- Sønder Brarup Sogn
- Torsted Sogn
- en del af Tøstrup Sogn (resten til Kappel Herred og Strukstrup Herred)